# 五峰土家族自治县各级文物保护单位列表
以下为湖北省宜昌市五峰土家族自治县各级文物保护单位列表。

## 湖北省文物保护单位
- 百顺桥碑（3-125），五峰县	清	石刻及其它	第三批
- 汉土疆界碑（3-126）五峰县	清	石刻及其它	第三批
- 兴文塔（5-173）	五峰县	清	古建筑	第五批
- 乃见天日坊（5-174）五峰县	清	古建筑	第五批
- 青龙寺碉堡（5-321）五峰县	民国	近现代重要史迹及代表性建筑	第五批
- 万里茶道五峰段（7-4）五峰县	明—民国	古遗址	第七批
- 渔洋关苏维埃政府旧址（7-13）五峰县1931年	近现代重要史迹及代表性建筑	第七批
- 长乐城墙	宜昌市	五峰县	清	古建筑	第六批

| 名称 | 编号 | 分类 | 时代 | 地点 | 公布 | 图片 |
| ---- | ---- | ---- | ---- | ---- | ---- | ---- |